# Austria na Letnich Igrzyskach Olimpijskich 1924
Austrię na Letnich Igrzyskach Olimpijskich 1924 reprezentowało 49 zawodników.

## Zdobyte medale
| Medal  | Zawodnik          | Dyscyplina           | Konkurencja      |
| ------ | ----------------- | -------------------- | ---------------- |
| Srebro | Andreas Stadler   | Podnoszenie ciężarów | waga piórkowa    |
| Srebro | Anton Zwerina     | Podnoszenie ciężarów | waga lekka       |
| Srebro | Franz Aigner      | Podnoszenie ciężarów | waga ciężka      |
| Brąz   | Leopold Friedrich | Podnoszenie ciężarów | waga lekkociężka |

## Skład kadry

### Boks
| Zawodnik         | Konkurencja     | 1/16                | 1/8              | Ćwierćfinał      | Półfinał         | Finał            | Finał   |
| Zawodnik         | Konkurencja     | Przeciwnik Wynik    | Przeciwnik Wynik | Przeciwnik Wynik | Przeciwnik Wynik | Przeciwnik Wynik | Miejsce |
| ---------------- | --------------- | ------------------- | ---------------- | ---------------- | ---------------- | ---------------- | ------- |
| Franz Barta      | waga kogucia    | François Sybille P  | Nie awansował    | Nie awansował    | Nie awansował    | Nie awansował    | 17.     |
| Anton Eichholzer | waga lekka      | Haakon Hansen P     | Nie awansował    | Nie awansował    | Nie awansował    | Nie awansował    | 17.     |
| Alexander Decker | waga półśrednia | Théodore Stauffer P | Nie awansował    | Nie awansował    | Nie awansował    | Nie awansował    | 17.     |

### Jeździectwo
| Konkurencja              | Zawodnik                    | Koń     | Finał | Finał |
| Konkurencja              | Zawodnik                    | Koń     | Wynik | Poz.  |
| ------------------------ | --------------------------- | ------- | ----- | ----- |
| Ujeżdżenie indywidualnie | Arthur von Pongracz         | Aberta  | 234,2 | 12.   |
| Ujeżdżenie indywidualnie | Dagobert von Sekullic-Vrich | Shagyax | 179,8 | 22.   |

### Lekkoatletyka
Konkurencje biegowe
| Konkurencja   | Zawodnik         | Eliminacje | Eliminacje | Ćwierćfinał   | Ćwierćfinał   | Półfinał        | Półfinał        | Finał         | Finał         |
| Konkurencja   | Zawodnik         | Wynik      | Miejsce    | Wynik         | Miejsce       | Wynik           | Miejsce         | Wynik         | Miejsce       |
| ------------- | ---------------- | ---------- | ---------- | ------------- | ------------- | --------------- | --------------- | ------------- | ------------- |
| 100 m         | Ferdinand Kaindl | b.d        | 3.         | Nie awansował | Nie awansował | Nie awansował   | Nie awansował   | Nie awansował | Nie awansował |
| 100 m         | Friedrich Schedl | b.d        | 4.         | Nie awansował | Nie awansował | Nie awansował   | Nie awansował   | Nie awansował | Nie awansował |
| 200 m         | Rudolf Rauch     | 22,6       | 2.         | b.d           | 5.            | Nie awansował   | Nie awansował   | Nie awansował | Nie awansował |
| 800 m         | Ludwig Deckardt  | b.d        | 5.         |               |               | Nie awansował   | Nie awansował   | Nie awansował | Nie awansował |
| 1500 m        | Ferdinand Friebe |            |            |               |               | 4:15,8          | 3.              | Nie awansował | Nie awansował |
| 5000 m        | Hans Kantor      |            |            |               |               | b.d             | 10.             | Nie awansował | Nie awansował |
| chód na 10 km | Rudolf Kühnel    |            |            |               |               | Dyskwalifikacja | Dyskwalifikacja | Nie awansował | Nie awansował |

### Podnoszenie ciężarów
| Konkurencja      | Zawodnik            | WYciskanie jednorącz | Podrzut jednorącz | Rwanie   | Wyciskanie oburącz | Podrzut Oburącz | Łącznie  | Pozycja |
| ---------------- | ------------------- | -------------------- | ----------------- | -------- | ------------------ | --------------- | -------- | ------- |
| waga piórkowa    | Andreas Stadler     | 65 kg                | 75 kg             | 65 kg    | 75 kg              | 105 kg          | 385 kg   | srebro  |
| waga piórkowa    | Wilhelm Rosinek     | 57,5 kg              | 75 kg             | 67,5 kg  | 70 kg              | 105 kg          | 375 kg   | 5.      |
| waga piórkowa    | Franz Andrysek      | 60 kg                | 75 kg             | 67,5 kg  | 72,5 kg            | -               | 275 kg   | 19.     |
| waga lekka       | Anton Zwerina       | 75 kg                | 80 kg             | 77,5 kg  | 82,5 kg            | 112,5 kg        | 427,5    | srebro  |
| waga lekka       | Leopold Treffny     | 65 kg                | 85 kg             | 77,5 kg  | 85 kg              | 112,5 kg        | 425 kg   | 4.      |
| waga lekka       | Wilhelm Etzenberger | 65 kg                | 85 kg             | 70 kg    | 75 kg              | 110 kg          | 405 kg   | 9.      |
| waga średnia     | Rupert Eidler       | 65 kg                | 90 kg             | 82,5 kg  | 85 kg              | 115 kg          | 437,5 kg | 7.      |
| waga średnia     | Josef Gill          | 60 kg                | 85 kg             | 85 kg    | 80 kg              | 110 kg          | 420 kg   | 9.      |
| waga średnia     | Rudolf Edinger      | 62,5 kg              | -                 | 95 kg    | 80 kg              | 110 kg          | 347,5 kg | 24.     |
| waga lekkociężka | Leopold Friedrich   | 75 kg                | 95 kg             | 95 kg    | 95 kg              | 130 kg          | 490 kg   | brąz    |
| waga lekkociężka | Karl Freiberger     | 75 kg                | 95 kg             | 92,5 kg  | 95 kg              | 130 kg          | 487,5 kg | 4.      |
| waga lekkociężka | Hermann Glück       | 75 kg                | 80 kg             | 87,5 kg  | 90 kg              | 120 kg          | 452,5    | 11.     |
| waga ciężka      | Franz Aigner        | 80 kg                | 95 kg             | 112,5 kg | 95 kg              | 130 kg          | 515 kg   | srebro  |
| waga ciężka      | Gustav Becker       | 75 kg                | 80 kg             | 87,5 kg  | 90 kg              | 127,5 kg        | 460 kg   | 10.     |
| waga ciężka      | Josef Leppelt       | 80 kg                | 80 kg             | 90 kg    | 90 kg              | 115 kg          | 455 kg   | 11.     |

### Skoki do wody
Kobiety
| Konkurencja   | Zawodnik         | Eliminacje | Eliminacje | Finał          | Finał          |
| Konkurencja   | Zawodnik         | Wynik      | Pozycja    | Wynik          | Pozycja        |
| ------------- | ---------------- | ---------- | ---------- | -------------- | -------------- |
| wieża 10 m    | Margarete Adler  | 125        | 4.         | Nie awansowała | Nie awansowała |
| trampolina 3m | Klara Bornett    | 417,4      | 2.         | 370,2          | 6.             |
| trampolina 3m | Viktoria Sölkner | 362,9      | 4.         | Nie awansowała | Nie awansowała |

### Strzelectwo
| Konkurencja        | Zawodnik                                                                                                  | Finał | Finał   |
| Konkurencja        | Zawodnik                                                                                                  | Wynik | Pozycja |
| ------------------ | --- | ----- | ------- |
| trap indywidualnie | Heinrich Bartosch                                                                                         | 95    | 9.      |
| trap indywidualnie | Hans Schödl                                                                                               | 93    | 14.     |
| trap indywidualnie | Erich Zoigner                                                                                             | 89    | 24.     |
| trap indywidualnie | August Baumgartner                                                                                        | 88    | 29.     |
| trap drużynowo     | Heinrich Bartosch Hans Schödl Erich Zoigner August Baumgartner Fritz Hollitzer Friedrich Dietz-Weidenberg | 347   | 6.      |

### Szermierka
Mężczyźni
| Konkurencja          | Zawodnik                                                               | 1 runda                                             | 1 runda                         | 2 runda                                                                      | 2 runda                                 | Ćwierćfinał                                                                      | Ćwierćfinał                             | Półfinały                                                              | Półfinały                               | Finał          | Finał          | Pozycja        |
| Konkurencja          | Zawodnik                                                               | Przeciwnik                                          | Wynik                           | Przeciwnik                                                                   | Wynik                                   | Przeciwnik                                                                       | Wynik                                   | Przeciwnik                                                             | Wynik                                   | Przeciwnik     | Wynik          | Pozycja        |
| -------------------- | ---------------------------------------------------------------------- | --------------------------------------------------- | ------------------------------- | ---------------------------------------------------------------------------- | --------------------------------------- | -------------------------------------------------------------------------------- | --------------------------------------- | ---------------------------------------------------------------------- | --------------------------------------- | -------------- | -------------- | -------------- |
| floret indywidualnie | Ernst Huber                                                            | Frédéric Fitting Robert Montgomerie Harold Bloomer  | W (5:3) P (3:5) P (2:5)         | Nie awansował                                                                | Nie awansował                           | Nie awansował                                                                    | Nie awansował                           | Nie awansował                                                          | Nie awansował                           | Nie awansował  | Nie awansował  | Nie awansował  |
| floret indywidualnie | Kurt Ettinger                                                          | Pedro Mendy John Albaret Svend Munck Konrad Winkler | W (5:4) P (3:5) W (5:3) W (5:3) | Edgar Seligman Ivan Osiier Frédéric Fitting Adrianus de Jong Santiago García | P (3:5) P (0:5) W (5:1) W (5:2) W (5:3) | Juan Delgado Jacques Coutrot Maurice Van Damme Robert Montgomerie Gil de Andrade | P (2:5) W (5:2) W (5:3) W (5:3) W (5:4) | Roger Ducret Ivan Osiier Maurice Van Damme Roberto Larraz Juan Delgado | P (3:5) P (2:5) P (2:5) P (2:5) P (4:5) | Nie awansował  | Nie awansował  | Nie awansował  |
| floret indywidualnie | Alois Gottfried                                                        | Maurice Van Damme Johan Falkenberg Carlos Guerrico  | P (2:5) P (4:5) W (5:3)         | Charles Crahay Juan Delgado Manuel Queiróz Philip Doyne Édouard Fitting      | P (1:5) P (3:5) P (1:5) P (0:5) P (2:5) | Nie awansował                                                                    | Nie awansował                           | Nie awansował                                                          | Nie awansował                           | Nie awansował  | Nie awansował  | Nie awansował  |
| floret drużynowo     | Richard Brünner Kurt Ettinger Alois Gottfried Ernst Huber Hugo Philipp |                                                     |                                 | Belgia                                                                       |                                         | Włochy · Węgry · Szwajcaria                                                      | 3:13 3:13 6:10                          | Nie awansowali                                                         | Nie awansowali                          | Nie awansowali | Nie awansowali | Nie awansowali |

### Zapasy
| Zawodnik                      | Konkurencja      | Runda pierwsza      | Runda druga           | Runda trzecia    | Runda czwarta    | Runda piąta       | Runda szósta      | Runda siódma     | Runda finałowa   | Pozycja       |
| Zawodnik                      | Konkurencja      | Przeciwnik Wynik    | Przeciwnik Wynik      | Przeciwnik Wynik | Przeciwnik Wynik | Przeciwnik Wynik  | Przeciwnik Wynik  | Przeciwnik Wynik | Przeciwnik Wynik | Pozycja       |
| ----------------------------- | ---------------- | ------------------- | --------------------- | ---------------- | ---------------- | ----------------- | ----------------- | ---------------- | ---------------- | ------------- |
| styl klasyczny waga kogucia   | Adolf Herschmann | Mazhar Çakin W      | Georg Gundersen W     | Jan Bozděch W    | Théo Kueny W     | Sigfrid Hansson p | Nie awansował     | Nie awansował    | Nie awansował    | 5.            |
| styl klasyczny waga piórkowa  | Josef Penczik    | Domingo Sánchez W   | Nie awansował         | Nie awansował    | Nie awansował    | Nie awansował     | Nie awansował     | Nie awansował    | Nie awansował    | Nie awansował |
| styl klasyczny waga piórkowa  | Karl Mezulian    | Jānis Rudzītis W    | Aleksanteri Toivola p | Erik Malmberg p  | Nie awansował    | Nie awansował     | Nie awansował     | Nie awansował    | Nie awansował    | Nie awansował |
| styl klasyczny waga lekka     | Johann Bergmann  | Josef Beránek p     | Arne Gaupset p        | Nie awansował    | Nie awansował    | Nie awansował     | Nie awansował     | Nie awansował    | Nie awansował    | Nie awansował |
| styl klasyczny waga lekka     | Ludwig Sesta     | Mihály Matura p     | Englebertus Mollin W  | Paul Parisel W   | Arne Gaupset p   | Nie awansował     | Nie awansował     | Nie awansował    | Nie awansował    | Nie awansował |
| styl klasyczny waga średnia   | Viktor Fischer   | Giuseppe Gorletti W | Amadeo Gorgano W      | Sándor Kónyi W   | Oldřich Pštros W | Arthur Lindfors p | Roman Steinberg p | Nie awansował    | Nie awansował    | Nie awansował |
| styl klasyczny waga półciężka | Franz Sax        | Arnolds Baumanis p  | Axel Tetens p         | Nie awansował    |                  |                   |                   |                  |                  |               |
| styl klasyczny waga ciężka    | Franz Mileder    | Edmond Dame p       | Edil Rosenqvist p     | Nie awansował    | Nie awansował    | Nie awansował     | Nie awansował     | Nie awansował    | Nie awansował    | Nie awansował |